# Municipio Ixtacomitán
Koordinaten: 17° 26′ N, 93° 6′ W
Ixtacomitán ist ein Municipio im Norden des mexikanischen Bundesstaats Chiapas. Das Municipio hat etwa 10.000 Einwohner und eine Fläche von 125,7 km². Verwaltungssitz und größter Ort des Municipios ist das gleichnamige Ixtacomitán.
Der Name Ixtacomitán kommt aus dem Nahuatl und bedeutet „Überfluss an Fieber“.

## Geographie
Das Municipio Ixtacomitán liegt im Norden des mexikanischen Bundesstaats Chiapas auf Höhen unter 1200 m. Es zählt zu 97 % zur physiographischen Provinz der Sierra Madre de Chiapas und zu 3 % in der südlichen Küstenebene des Golfes von Mexiko. Das Municipio liegt vollständig in der hydrologischen Region Grijalva-Usumacinta. Die Geologie des Municipios wird zu 88 % von Sandstein-Lutit bestimmt bei 8 % Kalkstein, vorherrschender Bodentyp ist der Luvisol (98 %). Etwa 64 % der Gemeindefläche sind Weideland, 28 % sind bewaldet, 7 % dienen dem Ackerbau.
Das Municipio Ixtacomitán grenzt an die Municipios Pichucalco, Ixtapangajoya, Solosuchiapa und Chapultenango.

## Bevölkerung
Beim Zensus 2010 wurden im Municipio 10.176 Menschen in 2.235 Wohneinheiten gezählt. Davon wurden 2.269 Personen als Sprecher einer indigenen Sprache registriert, darunter 1.993 Sprecher des Zoque. Gut 14 Prozent der Bevölkerung waren Analphabeten. 3.356 Einwohner wurden als Erwerbspersonen registriert, wovon knapp 81 % Männer bzw. 3,8 % arbeitslos waren. 35 % der Bevölkerung lebten in extremer Armut.

## Orte
Das Municipio Ixtacomitán umfasst 57 bewohnte localidades, von denen nur der Hauptort vom INEGI als urban klassifiziert ist. Zwei Orte wiesen beim Zensus 2010 eine Einwohnerzahl von über 500 auf, 38 Orte hatten weniger als 100 Einwohner. Die größten Orte sind:
| Ort                      | Einwohner |
| Ixtacomitán              | 4835      |
| Emiliano Zapata          | 0540      |
| San Antonio de las Lomas | 0434      |